# Население на Барбадос
Населението на Барбадос според преброяването през 2010 година е 277 821 души.

## Възрастов състав
(2006)
- 0-14 години: 20,1% (мъже 28 160, жени 28 039)
- 15-64 години: 71,1% (мъже 97 755, жени 101 223)
- над 65 години: 8,8% (мъже 9508, жени 15 227)

(2010)
- 0-14 години: 19,7% (мъже 28 001, жени 26 756)
- 15-64 години: 67,3% (мъже 90 193, жени 96 902)
- над 65 години: 13% (мъже 14 824, жени 21 145)

## Расов състав
- 92,4% – негри
- 3,1% – смесена раса (мулати и др.)
- 2,7% – европеидна раса (бели барбадосци)
- 1,8% – други

## Религия
- 75,6% – християни
  - 66,4% – протестанти
  - 3,8% – католици
  - 5,4% – други християни
- 20,6% – атеисти
- 3,8% – други

## Език
Официален език е английският.